# اوا پوترو
اوا پوترو (انگلیسی: Eeva Putro؛ زادهٔ ۳۰ مارس ۱۹۷۸) بازیگر سینما، بازیگر تئاتر، فیلم‌نامه‌نویس، صداپیشه، و کارگردان فیلم اهل فنلاند است. از جمله کارهای او نویسندگی فیلمنامه تووه است.